# 코판
코판(Copán)은 온두라스에 위치한 마야 문명의 유적이다. 온두라스 서부 지역의 해발 2,400m에 이르는 높고 비옥한 산악 계곡 지대에 위치하고 있으며, 고전기 마야 시대의 핵심 도시로서 6세기부터 9세기 경까지 전성기를 누렸다. 메소아메리카 문명권의 도시들 중에서는 최동남단에 자리하고 있으며, 이 때문에 비마야인들과 교류를 활발히 하기도 하였다.
코판은 선고전기 초기부터 후고전기까지 약 2,000여 년 간 사람들이 거주하는 도시였으며, 마야 저지대에서도 독특한 건축 양식을 유지하면서 ‘코판’이라는 도시국가만의 특이한 문화를 꽃피워나갔다. 고전기 시기의 코판은 마야 남부 일대를 다스리는 거대한 왕국이었으나, 738년에 우아사클라운 우바 카이이 국왕이 봉신국이었던 퀴리구아의 군대에게 사로잡히고 산 채로 처형당하면서 재앙에 가까운 위기를 맞게 된다. 이 예측하지 못한 패배로 인하여 코판에는 약 17년 간 권력의 공백기가 찾아왔고, 이 공백기 동안 코판은 퀴리구아에게 주기적으로 공물을 뜯기는 신세로 전락하고야 만다. 이후 후대 국왕들의 재위기에 다시 번영을 되찾았으나, 얼마 지나지 않은 800년과 830년 사이에 대규모의 전염병, 권력층의 소멸, 농경지 황폐화 등 복합적인 이유로 사회 자체가 붕괴하며 역사 속으로 사라지고 말았다. 이후 후고전기에 이르자 코판은 소규모의 부족민들만이 머물며 살아가는 소규모 촌락으로 전락하면서 다시는 옛 영광을 되찾지 못했고, 스페인 정복자들이 도착할 무렵에는 이미 사람이 살지 않는 황폐한 정글 속 유적으로 변해버린 상태였다. 

코판
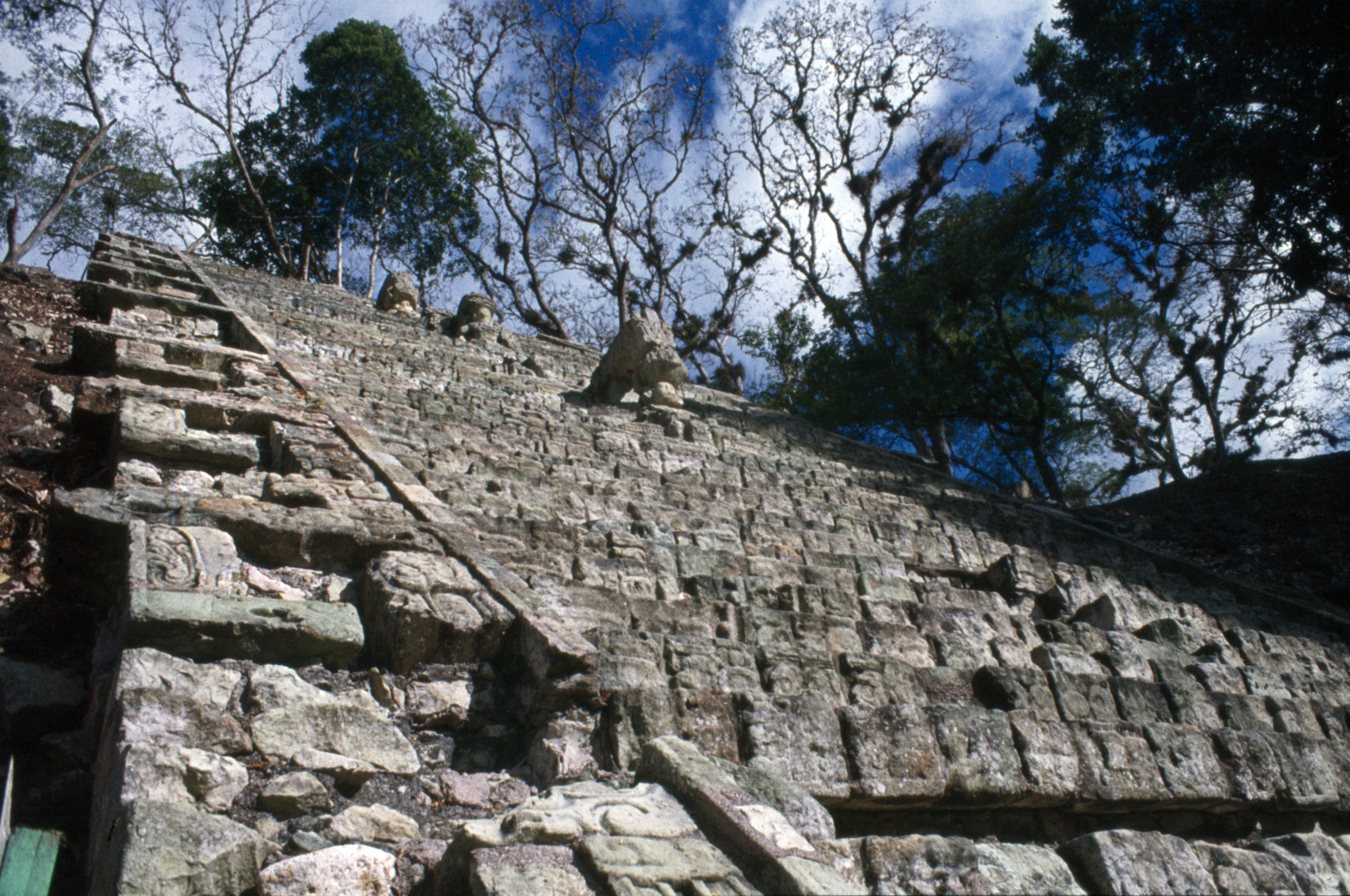
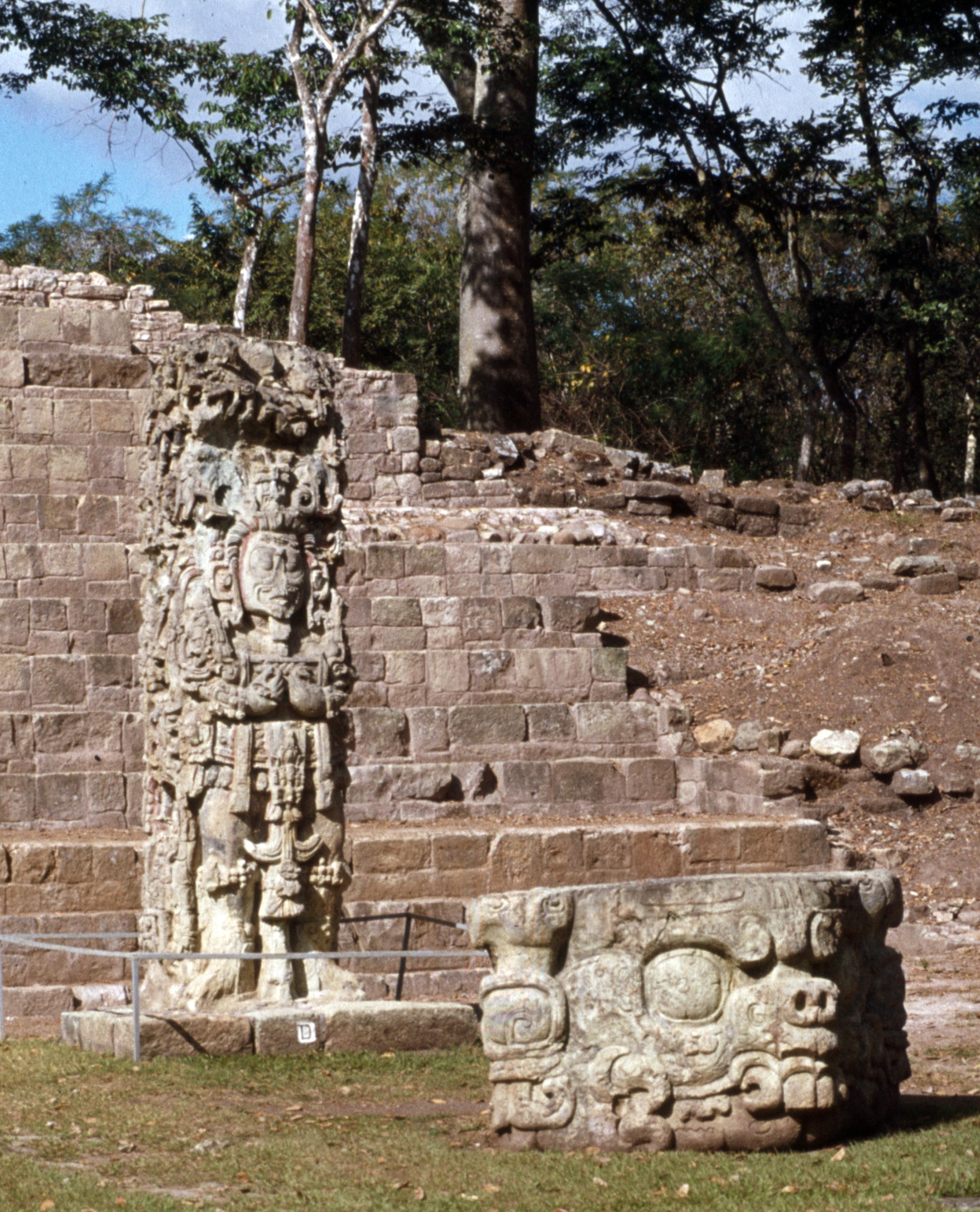
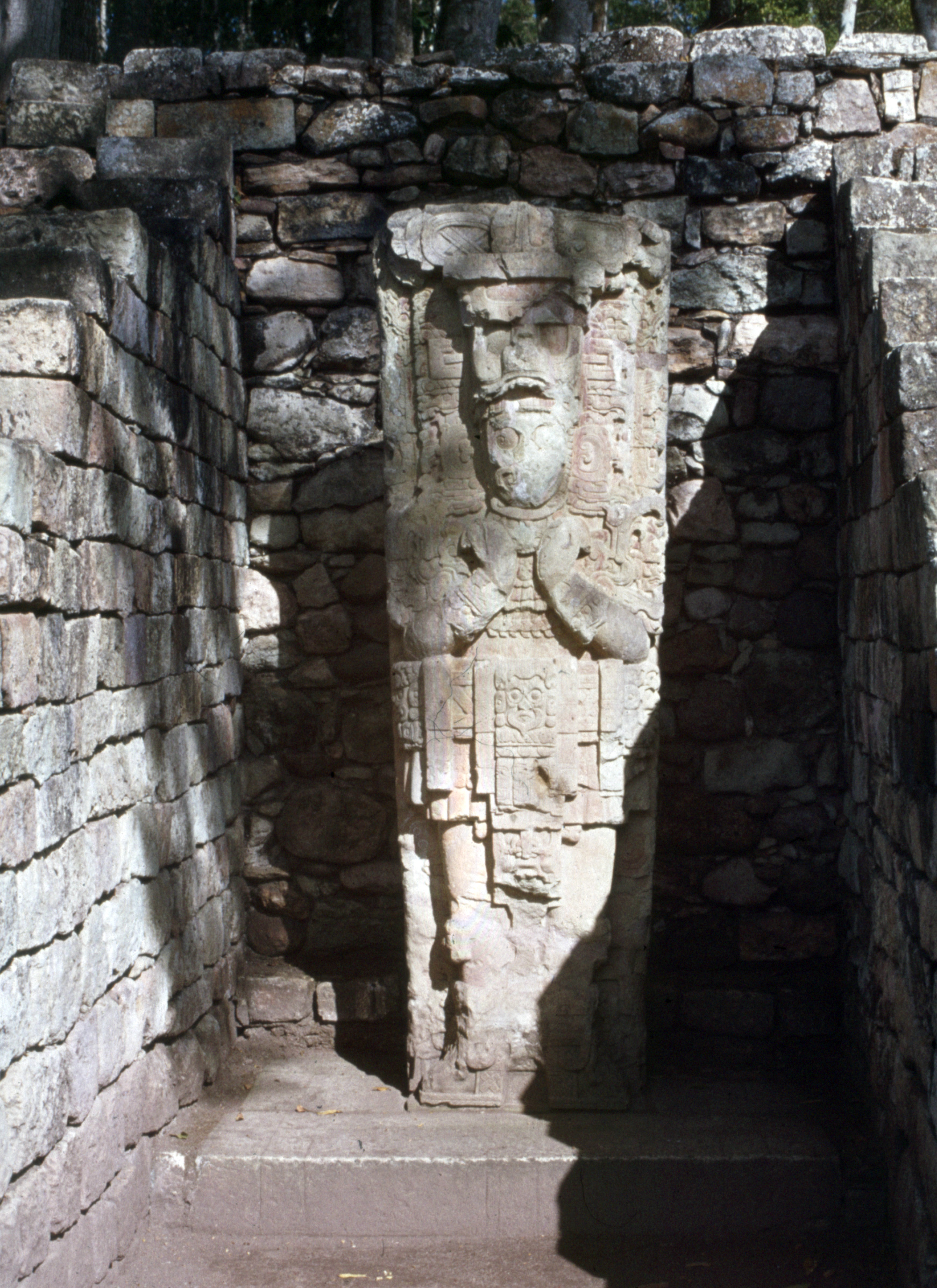
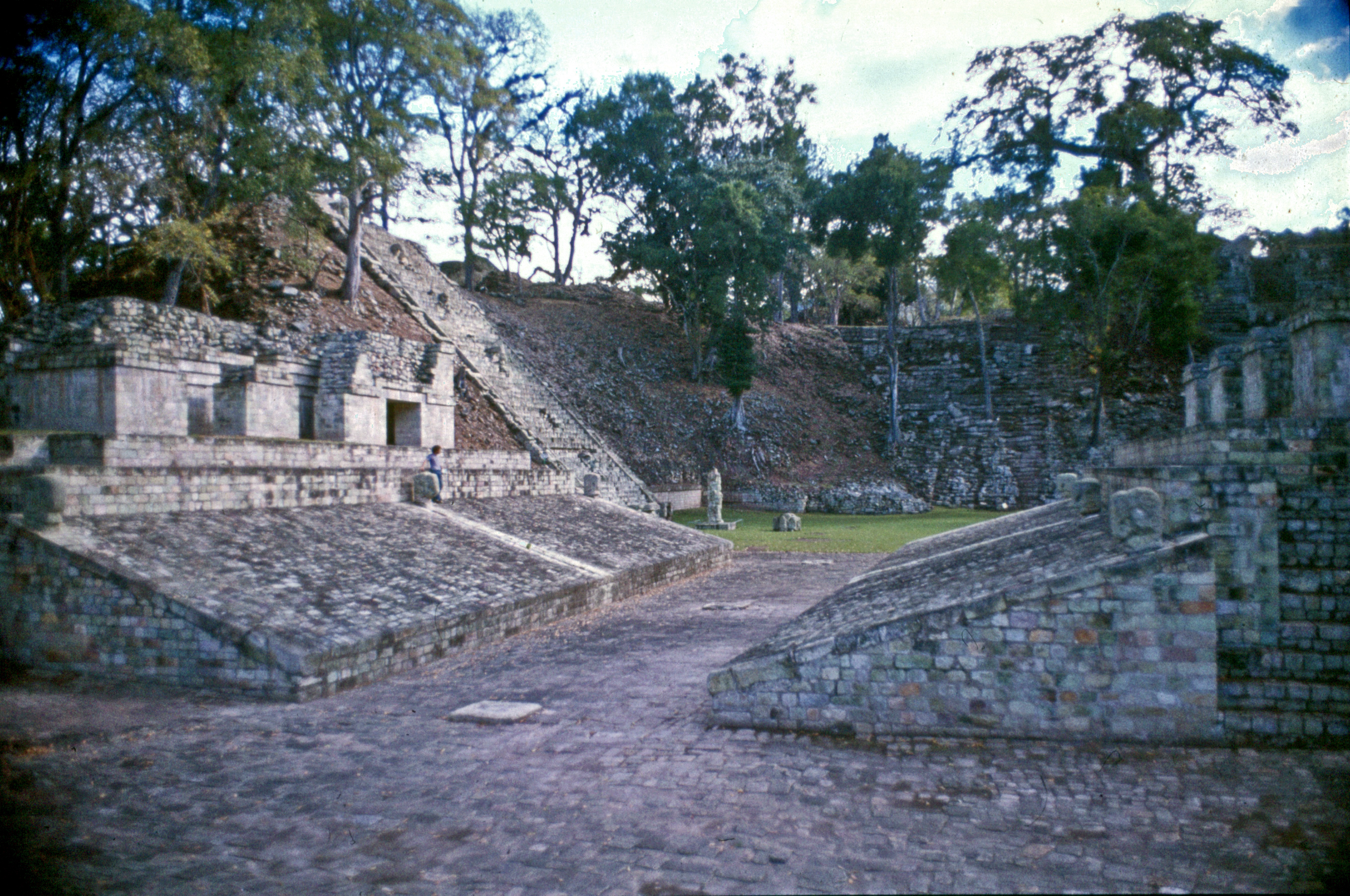
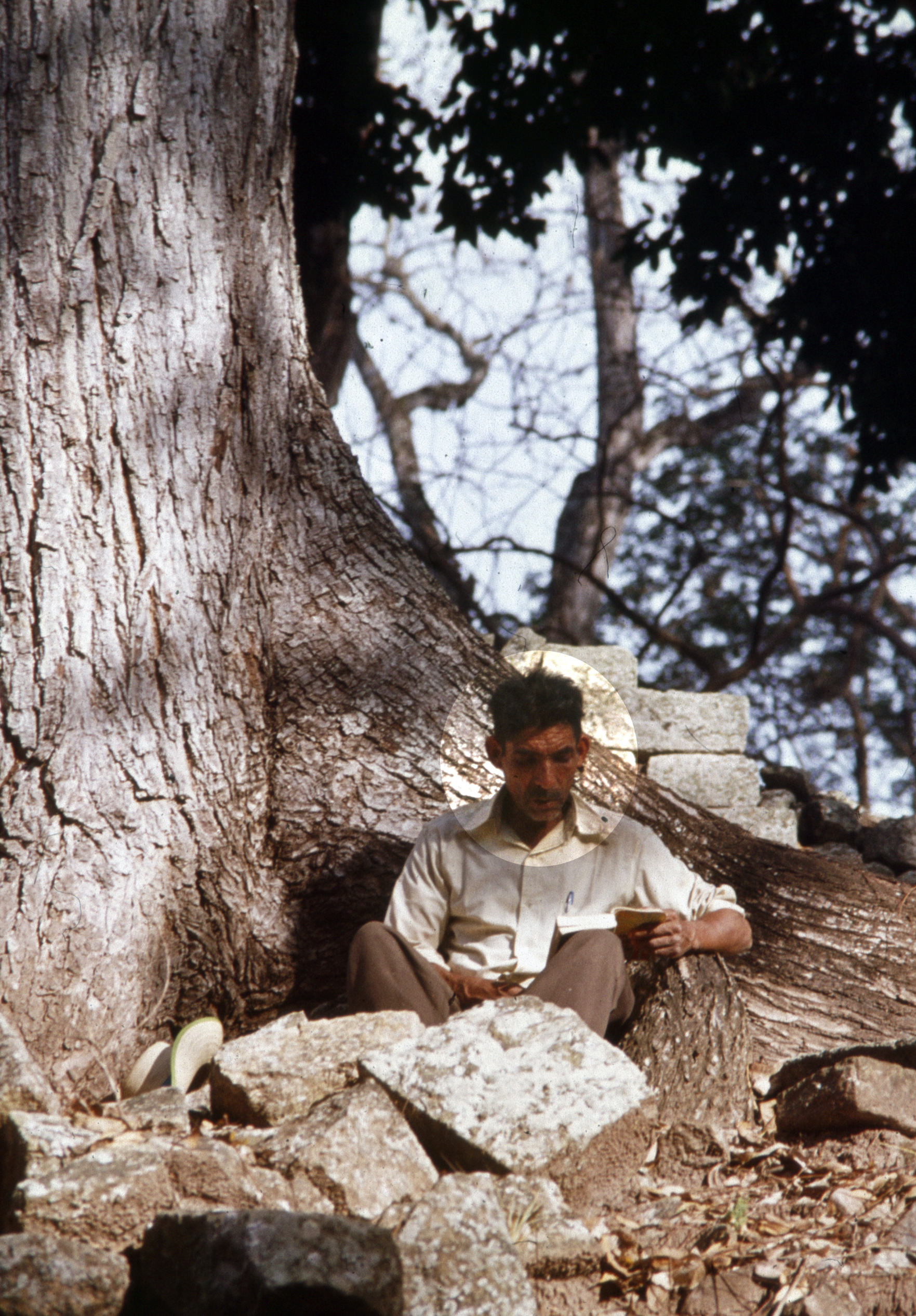
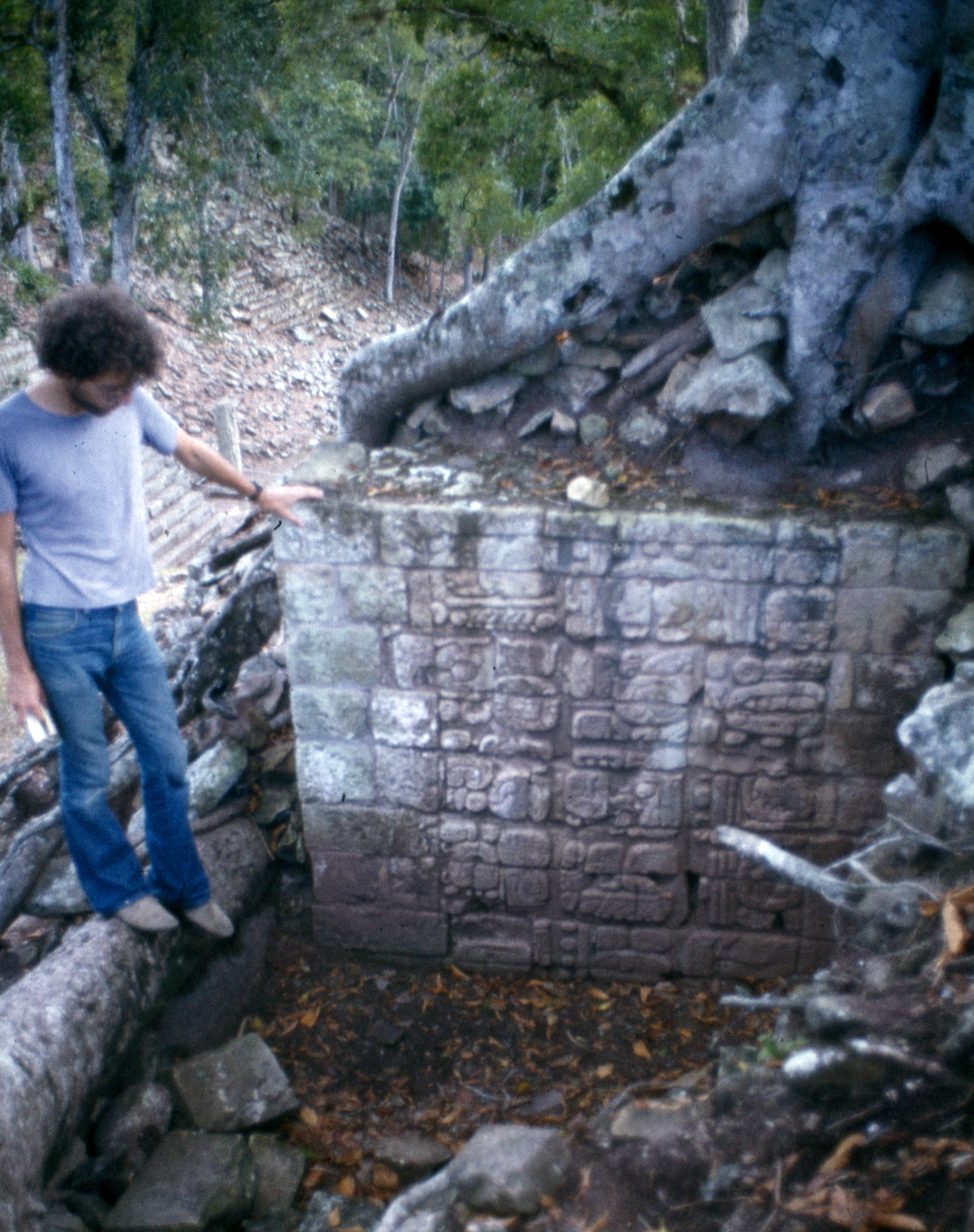